# (28904) 2000 ML
2000 أم أل (ويعرف أيضًا باسم (28904) 2000 أم أل وفق تسمية الكوكب الصغير) (بالإنجليزية: 2000 ML)‏ هو كويكب ضمن حزام الكويكبات؛ وترتيبه 28904 من حيث الاكتشاف.
اكتُشف هذا الجُرم الفلكي بواسطة تعقب الأجرام القريبة من الأرض في 20 يونيو 2000.

## وصلات خارجية
- (28904) 2000 ML في قاعدة بيانات مختبر الدفع النفاث لأجرام النظام الشمسي الصغيرة

- الاكتشاف · مخطط المدار ·  العناصر المدارية · المعلمات المادية

- (28904) 2000 ML على موقع ويكي سكاي: DSS2, SDSS, GALEX, IRAS, Hydrogen α, X-Ray, Astrophoto, Sky Map, Articles and images